# Molotowcocktail

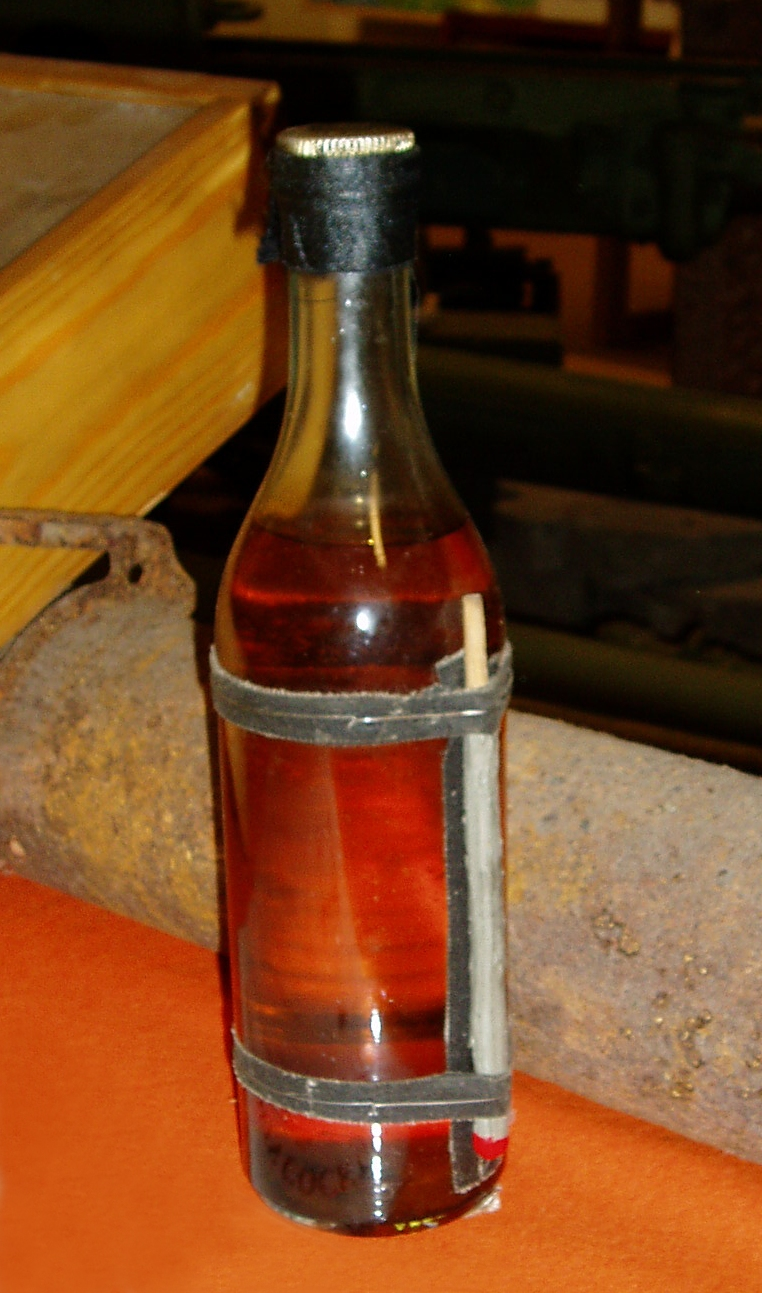
Ursprünglicher, finnischer Molotowcocktail mit Sturmstreichholz als anliegendem Zünder (Winterkrieg 1939/1940)

Molotowcocktail, kurz häufig Molli, auch Brandflasche oder Benzinbombe genannt, ist eine Sammelbezeichnung für eine Vielzahl einfacher Wurfbrandsätze, wie sie bei Aufständen, Krawallen, Straßenschlachten, in Guerillakriegen oder zur Verübung von Brandanschlägen verwendet werden.

## Geschichte

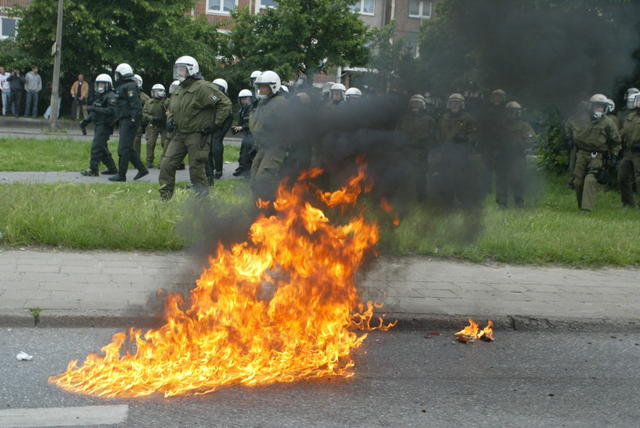
Ein Molotowcocktail geht bei einer Demonstration in Rostock gegen den G8-Gipfel in Heiligendamm in der Nähe von Polizisten nieder (2007).

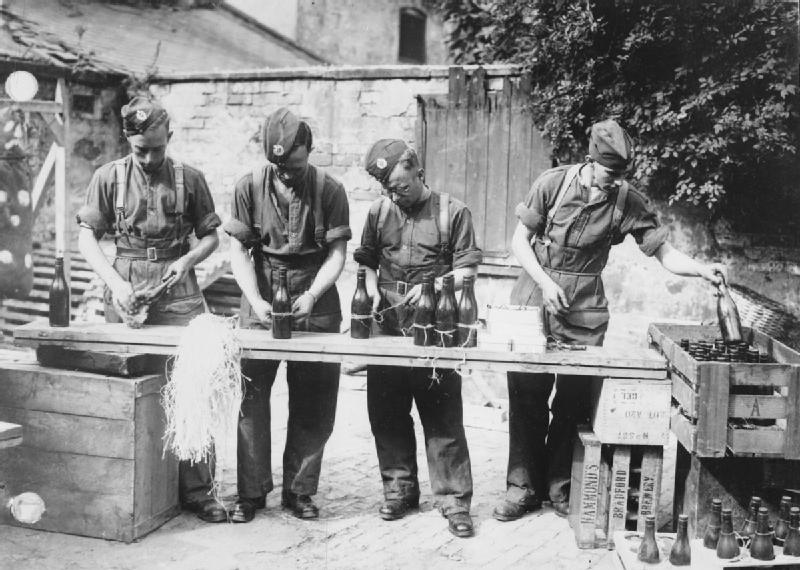
Vorbereitung von Molotowcocktails bei der britischen Armee für den Fall einer deutschen Invasion (1940)

Die Einfachheit der Waffe legt die Vermutung nahe, dass sie schon sehr früh in Konflikten eingesetzt wurde. Das Griechische Feuer, Feuertöpfe und Brandkugeln sind frühere Formen eines Wurfbrandsatzes. Durch die zunehmende Verarbeitung von Erdöl zu petrochemischen Produkten wie Petroleum oder Benzin und deren Verbreitung in der zweiten Hälfte des 19. Jahrhunderts waren entsprechend gut brennbare Flüssigkeiten praktisch für jedermann leicht erhältlich, so dass die Verwendung dieser Art von Waffen auch in irregulären Konflikten möglich wurde.
Erstmals mit eindeutigem Beleg kam die Waffe im russischen Bürgerkrieg (1918–1922) zum Einsatz, und später im Spanischen Bürgerkrieg (1936–1939), jedoch noch nicht unter dem Namen „Molotowcocktail“. Gleiches gilt für den Nomonhan-Zwischenfall 1939, bei dem japanische Soldaten, da sie nicht ausreichend mit Panzerabwehrwaffen ausgerüstet waren, benzingefüllte Flaschen gegen sowjetische Panzer einsetzten.
Der Name selbst wurde 1939/40 von finnischen Soldaten und Zivilisten in Anlehnung an Wjatscheslaw Molotow geprägt, den damaligen sowjetischen Regierungschef und Volkskommissar für Auswärtige Angelegenheiten Stalins, der für die sowjetische Invasion in Finnland beziehungsweise deren Verharmlosung und den folgenden „Winterkrieg“ verantwortlich gemacht wurde. Molotow hatte beim Versuch der Annexion behauptet, russische Bomber würden Brot für die Zivilbevölkerung bringen – eine Lüge, die in Finnland für Empörung sorgte. Die Finnen nannten daraufhin die Bomben „Molotows Brotkörbe“ und wollten den Sowjetsoldaten dazu mit ihren Brandsätzen das passende Getränk servieren, auf Finnisch Molotovin koktaili („Molotows Cocktail“).

„Die Angriffe der russischen Panzer wurden mit großer Kühnheit und einem neuen Typ von Handgranaten, der bald den Spitznamen ‚Molotow-Cocktail‘ erhielt, abgeschlagen.“

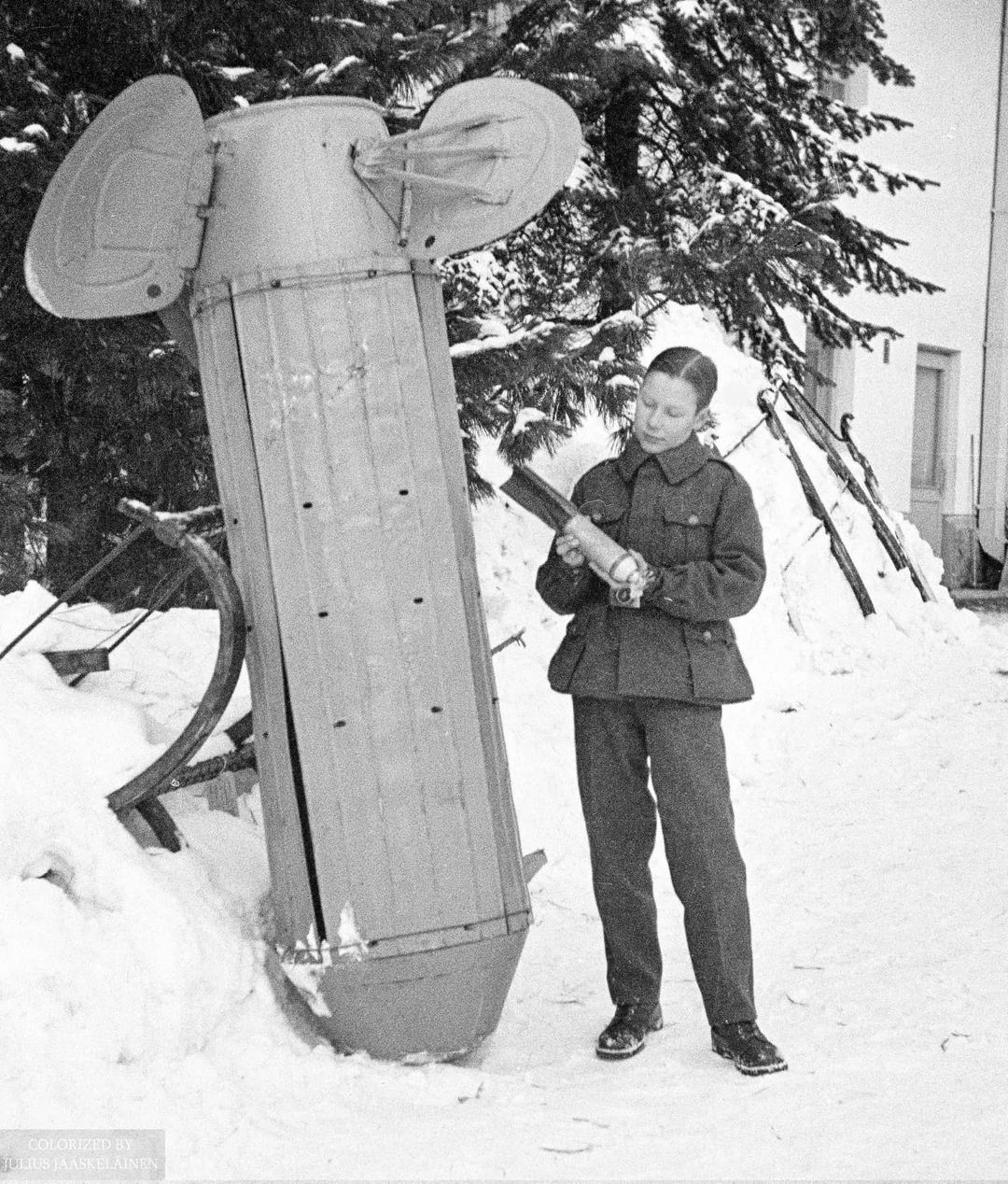
„Molotows Brotkorb“, eine frühe Streubombe sowjetischer Produktion, die nach dem Abwurf durch schrägstehende Leitflächen in Rotation versetzt, 60 kleine Brandbomben (in der Hand der Frau) über dem Zielgebiet verteilte (Winterkrieg 1939/40)

Die finnische Armee war schlecht ausgerüstet, um gegen die Sowjets zu kämpfen. Sie hatten wenige Panzer, Panzerabwehrkanonen und Artillerie. Die Finnen setzten Molotowcocktails erfolgreich gegen sowjetische Panzer ein. Auf Turm oder Motor der damaligen Panzer geworfen, setzten sie diese häufig in Brand. Finnland ging dazu über, die Cocktails industriell von der staatseigenen Firma Oy Alkoholiliike Ab (heute Alko) herstellen zu lassen und mit den benötigten Streichhölzern paketweise an die Front zu schicken. Insgesamt wurden 450.000 Stück produziert.
Diese Idee übernahm die deutsche Wehrmacht und ließ Molotowcocktails unter dem Namen „Brandflasche“ herstellen bzw. gab verschiedene Anleitungen zur selbstständigen Produktion heraus. Oft wurde eine Füllung aus Benzin und Flammöl verwendet, als Zünder wurden meist am Flaschenhals befestigte Sturmstreichhölzer benutzt.
Etwa gleichzeitig wurde 1940 für die englische Home Guard ein Northover Projector genannter Werfer entwickelt, der Brandflaschen mit Phosphorzündung rund 180 m weit verschießen konnte. Allerdings war diese Waffe für den Schützen nicht ganz ungefährlich, da die Glasflaschen schon im oder kurz nach Verlassen des Rohres zerbrechen konnten.
Im Zweiten Weltkrieg schließlich setzten auch die Rote Armee und die Wehrmacht Molotowcocktails ein. Massenhaft zum Einsatz kamen sie auch 1943 beim Aufstand im Warschauer Ghetto, 1944 beim Warschauer Aufstand und 1956 während des sowjetischen Einmarschs in Ungarn, der den Ungarnaufstand beendete.
Beim russischen Überfall auf die Ukraine im Jahr 2022 wurden Bauanleitungen für Molotowcocktails von staatlichen Stellen veröffentlicht, „… um damit jeden zu bewaffnen, der sich gegen die Russen wehren möchte“ (Wolodymyr Selenskyj). Auch die in Lemberg ansässige Pravda Brauerei stellte Brandflaschen zur Verteidigung gegen russische Panzer her. Eine Methode der Ukrainer besteht darin, die Molotowcocktails aus einer Bierflaschenhaltevorrichtung mit einer handelsüblichen Drohne auf einen Panzer fallen zu lassen.
Neben der Zündung durch einfache pyrotechnische Mittel wurden, speziell bei militärischer Produktion und Verwendung, auch am Gefäß angebrachte Handgranaten oder chemische Zünder verwendet. So etwa waren eine besondere Form des Molotowcocktails im Zweiten Weltkrieg Flaschen, in die Benzin und Schwefelsäure abgefüllt wurden. Danach wurden sie dicht verschlossen und in Papier gewickelt, das mit Kaliumchloratlösung durchtränkt und getrocknet wurde. Beim Zerschlagen der Flasche gerieten Schwefelsäure und Kaliumchlorat in Kontakt, reagierten exotherm miteinander und entzündeten das Benzin.
Während der Einsatz gegen Panzer seit dem Weltkrieg nicht mehr allgemein üblich ist, sind andere Brandmittel, wie Flammenwerfer, Napalm und Phosphor, zum Teil als geächtete Kampfmittel, weiterhin im militärischen Bestand.
Molotowcocktails finden sich bis heute als meist improvisiertes Kampfmittel in Konflikten aller Art.

## Rechtliche Einordnung

### Rechtslage in Deutschland
In Deutschland wird der Molotowcocktail in der Waffenliste als verbotene Waffe aufgeführt (§ 2 Abs. 3 WaffG in Verbindung mit Anlage 2 Abschnitt 1 Nr. 1.3.4). Somit sind gemäß § 52 Abs. 1 Nr. 1 WaffG der Erwerb, der Besitz, das Überlassen, das Führen, das Verbringen, das Mitnehmen, das Herstellen, das Instandsetzen sowie der Handel damit verboten. Ebenso ist es nicht erlaubt, zum Herstellen von Molotowcocktails anzuleiten oder aufzufordern (§ 52 Abs. 1 Nr. 4 in Verbindung mit § 40 Abs. 1 WaffG). Verstöße gegen das Verbot werden mit Freiheitsstrafe von sechs Monaten bis zu fünf Jahren bestraft. Das Werfen von Molotowcocktails auf Personen, zum Beispiel auf Polizisten bei Straßenschlachten, wird in der Rechtsprechung häufig als versuchtes Tötungsdelikt (Mord oder Totschlag) bewertet, weil die möglicherweise tödliche Folge eines Treffers dabei vom Werfer zumindest billigend in Kauf genommen wird.

### Rechtslage in den USA
In den USA sind Molotowcocktails bundesrechtlich als destructive device klassifiziert (“The term ‘destructive device’ means (1) any explosive, incendiary, or poison gas”), somit müssen die Herstellung (bei Privatpersonen) und Übereignung unter Zahlung einer Steuer von 200 Dollar bei der zuständigen Behörde ATF angemeldet werden. Herstellung oder Besitz ohne diese Anmeldung kann mit einer Freiheitsstrafe von bis zu 10 Jahren bestraft werden.